# Ella Toone
Ella Toone, née le 2 septembre 1999 à Tyldesley, est une footballeuse internationale anglaise, qui joue au poste d'attaquante à Manchester United.

## Biographie
Le 15 juin 2022, elle est sélectionnée par Sarina Wiegman pour disputer l'Euro 2022.
Le 31 juillet 2022, elle ouvre le score à la 62e minute de la finale, permettant à l'Angleterre de prendre l'avance sur l'Allemagne.

## Palmarès

### En club
- Manchester City
  - Coupe d'Angleterre :
    - Vainqueur : 2016.
- Manchester United
  - FA Women's Championship :
    - Vainqueur : 2019.

  - Coupe d'Angleterre
    - Vainqueur : 2024.
    - Finaliste : 2023 et 2025.

### Sélection
Équipe d'Angleterre
- Vainqueur du Championnat d'Europe : 2022 et 2025
- Vainqueur de la Finalissima féminine : 2023
- Finaliste de la Coupe du monde : 2023